# Corfinio
Corfinio est une commune de la province de L'Aquila dans les Abruzzes en Italie. C'est ici qu'apparaît pour la première fois, sur une monnaie de la Confédération italique dont elle était la capitale sous le nom de Corfinium, le mot ITALIA (Ier siècle av. J.-C.)[réf. nécessaire].

## Géographie
- Réserve naturelle orientée de Monte Rotondo

### Communes limitrophes
Popoli (PE), Pratola Peligna, Raiano, Roccacasale,  Tocco da Casauria (PE), Vittorito

## Histoire
Au paléolithique inférieur (il y a un million d’années), la Conca Peligna était occupée par un lac, duquel émergeait seulement le sommet du Mont St Cosimo, et, quand l’énorme masse d’eau s’est déversée dans la mer Adriatique, elle a laissé un terrain marécageux et malsain, tout à fait inhabitable. Les premiers hommes préhistoriques étaient des chasseurs et ils se sont installés dans les reliefs environnants. C’est seulement beaucoup plus tard que le drainage naturel de la vallée a transformé le territoire en terrain fertile, permettant les installations stables des premiers agriculteurs. La plus ancienne découverte du territoire corfiniese remonte à la dernière période de l'âge de pierre (Néolithique : il y a 6000 ans) : il s'agit d’une hachette en pierre polie.

## Culture
Les principaux monuments de la commune sont :
- Cathédrale de Corfinio: San Pelino
- L'église San Alessandro
- L'église Madonna del Soccorso
- L'église San Giacomo
- La chapelle Madonna delle Grazie
- La Cathédrale San Pelino
- Les Ruines (I Murgeini)

## Administration
| Période                                  | Période  | Identité          | Étiquette | Qualité |
| ---------------------------------------- | -------- | ----------------- | --------- | ------- |
| 14 juin 2004                             | En cours | Massimo Colangelo |           |         |
| Les données manquantes sont à compléter. |          |                   |           |         |